# Young. Wild. Free.
Young. Wild. Free. ist ein Filmdrama von Thembi L. Banks, das im Januar 2023 beim Sundance Film Festival seine Premiere feierte.

## Handlung
Nachdem der Highschool-Senior Brandon von dem Mädchen seiner Träume mit vorgehaltener Waffe ausgeraubt wurde, wird seine Welt auf den Kopf gestellt.

## Produktion

### Drehbuch und Regie
Das Drehbuch des Films wurde von Juel Taylor und Tony Rettenmaier geschrieben und landete im Jahr 2018 auf der Black List der besten unverfilmten Ideen Hollywoods. Gemeinsam waren Taylor und Rettenmaier auch an dem Drehbuch für den Animationsfilm Space Jam: A New Legacy von Malcolm D. Lee aus dem Jahr 2021 beteiligt.
Regie führte Thembi L. Banks. Es handelt sich bei Young. Wild. Free. um ihren ersten Kinofilm. Sie besuchte die Fiorello H. LaGuardia Performing Arts High School, wo sie Theater studierte, und hat einen Masterabschluss in Film- und Fernsehproduktion der University of Southern California. Zu den vorherigen Arbeiten der gebürtigen New Yorkerin gehören die Regie bei den  Fernsehserien Insecure und The Sex Lives of College Girls und Drehbücher für die Fernsehserie Only Murders in the Building.

### Besetzung und Dreharbeiten
Algee Smith, bekannt aus der Fernsehserie Euphoria und Rollen in den Filmen Judas and the Black Messiah, Detroit und The Hate U Give, spielt in der männlichen Hauptrolle den Highschool-Absolventen Brandon. Die weibliche Hauptrolle wurde mit Sanaa Lathan besetzt, die bereits in Hauptrollen in Love & Basketball, The Best Man und The Perfect Guy zu sehen war und für ihren Auftritt in  der HBO-Serie Succession eine Emmy-Nominierung erhielt. In weiteren Rollen sind Sierra Capri und Mike Epps zu sehen.
Die Dreharbeiten fanden ab Sommer 2022 in Los Angeles statt. Als Kameraleute fungierten Cary Lalonde und Dennis Zanatta.

### Veröffentlichung
Die erste Vorstellung des Films erfolgte am 22. Januar 2023 beim Sundance Film Festival.

## Auszeichnungen
Sundance Film Festival 2023
- Nominierung für den NEXT Innovator Award (Thembi Banks)